# Leo Canullo
Leo Canullo (Roma, 3 settembre 1923 – Roma, 12 giugno 1997) è stato un politico e sindacalista italiano.

## Biografia
Fin da giovane è attivista nel Partito Comunista Italiano, lavora come operaio tipografo ed è impegnato sindacalmente nella CGIL, fino a diventare segretario generale della Camera del Lavoro di Roma, dal 1969 al 1976.
In tale anno venne eletto deputato per il PCI e rimane in carica nella VII, VIII e IX legislatura, concludendo il proprio mandato parlamentare nell'estate 1987.
Muore il 12 giugno 1997 all'età 73 anni.